# 広宣寺 (大阪市)
広宣寺（こうせんじ）は、大阪市阿倍野区に所在する日蓮正宗の寺院であるが、正信会の僧侶が占有し居住している。山号は正法山（しょうほうさん）。

## 起源と歴史
- 1932年（昭和7年）5月24日 - 聖道会教会所として建立される。開基は日蓮正宗大石寺第60世法主日開。
- 1950年（昭和25年）5月25日 - 寺号山号を公称する。
- 1982年（昭和57年）2月5日 - 当時の住職が第67世法主日顕の法主としての地位を否定したため、日蓮正宗の宗制宗規に違背したことにより破門されたが、広宣寺を占有し、居住している。
  - 広宣寺は日蓮正宗の末寺である。現住職（代表役員）も日蓮正宗の僧侶（大阪市東住吉区の法住寺住職が兼務）である。また、総代（責任役員）も日蓮正宗の信徒であり、土地建物も広宣寺の所有するところである。ただし裁判所の当時の住職の地位保全の決定によって、存命中は広宣寺を占有することは認められているため、何らかの理由で退去しない限りは日蓮正宗は広宣寺においては宗教活動をすることはできない状態である。

## 所在地
- 大阪府大阪市阿倍野区阪南町3丁目43-7

## 寺院周辺
- 桃山学院中学校・高等学校
- 大阪市立阿倍野中学校

## 交通アクセス
- 地下鉄御堂筋線西田辺駅から徒歩10分
- 阪和線南田辺駅から徒歩5分